# On Tour: Please Leave Quietly
On Tour: Please Leave Quietly —en españolː De gira: por favor salgan en silencio— es el segundo videoálbum de la cantante y compositora inglesa PJ Harvey, publicado el sello discográfico Island Records el 16 de mayo de 2006, viendo la luz en formato DVD.
Dirigido por Maria Mochnacz, el registro muestra diversas presentaciones en vivo grabadas en 2004 durante los 7 meses de la gira mundial del álbum Uh Huh Her, el sexto en la carrera de Harvey. En dichas presentaciones se incluyen los temas inéditos «Uh Huh Her» y «Evol». El DVD muestra además escenas detrás de cámara y una entrevista de 28 minutos en donde relata los procesos de creación de Stories from the City, Stories from the Sea (2000) y Uh Huh Her.

## Contenido

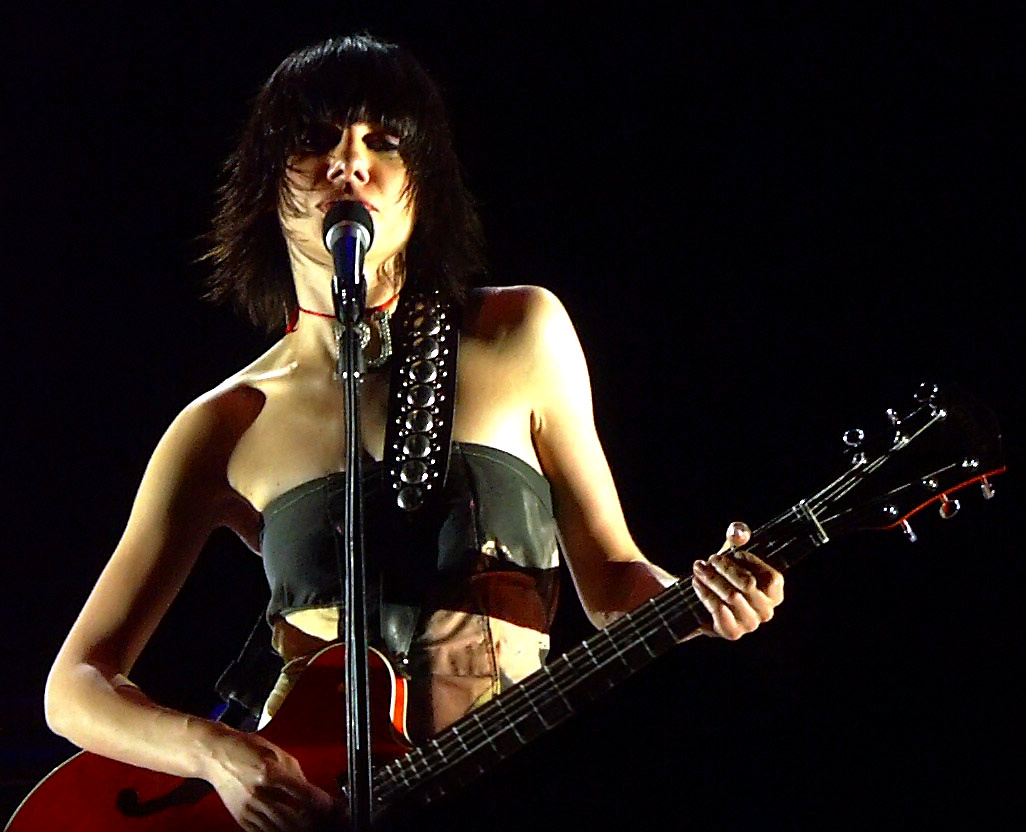
PJ Harvey en 2004 durante la gira de Uh Huh Her.

### Lista de canciones
Todas las canciones han sido escritas por PJ Harvey, exceptuando las que se detallan.

| N.º | Título                        | Letras              | Música         | Duración |  |
| 1.  | «Meet Ze Monsta»              |                     |                | 4:17     |  |
| 2.  | «Dress»                       |                     |                | 3:24     |  |
| 3.  | «Uh Huh Her»                  |                     |                | 3:13     |  |
| 4.  | «Taut»                        | Harvey, John Parish | Harvey, Parish | 3:37     |  |
| 5.  | «Down by the Water»           |                     |                | 2:53     |  |
| 6.  | «It's You»                    |                     |                | 5:06     |  |
| 7.  | «Big Exit»                    |                     |                | 4:00     |  |
| 8.  | «Harder»                      |                     |                | 2:05     |  |
| 9.  | «The Darker Days of Me & Him» |                     |                | 5:12     |  |
| 10. | «A Perfect Day Elise»         |                     |                | 2:59     |  |
| 11. | «Victory»                     |                     |                | 3:22     |  |
| 12. | «Catherine»                   |                     |                | 4:11     |  |
| 13. | «Who the Fuck?»               |                     |                | 2:08     |  |
| 14. | «Evol»                        |                     |                | 4:40     |  |
| 15. | «My Beautiful Leah»           |                     |                | 2:04     |  |
| 16. | «The Letter»                  |                     |                | 3:41     |  |

- Nota: en el transcurso de las presentaciones se incluyen 11 escenas detrás de cámara.[1]

Contenido extra

| N.º | Título                   | Duración |  |
| 1.  | «Interview (entrevista)» | 28:00    |  |

## Créditos
Todos los créditos han sido adaptados a partir del DVD.
| Músicos - PJ Harvey - voz, guitarra. - Josh Klinghoffer - guitarra. - Dingo - bajo. - Rob Ellis - batería, percusión, voces de acompañamiento. | Personal técnico - Maria Mochnacz - dirección, edición, arte. - Head - ingeniero de sonido, mezcla de sonido. - Rob Crane - Diseño. |